# جوزفين ويليام
جوزفين ويليام (بالإنجليزية: Josephine Hale)‏ هي فنانة أمريكية، ولدت في 27 مايو 1878، وتوفيت في 5 أكتوبر 1961.